# The Perfect Couple (miniserie televisiva)
The Perfect Couple è una miniserie televisiva statunitense del 2024, ideata da Jenna Lamia, distribuita da Netflix e tratta dall'omonimo romanzo di Elin Hilderbrand.

## Trama
Amelia Sacks è prossima al matrimonio con Benji, rampollo della facoltosa famiglia Winbury, ma le nozze vanno a monte a causa della comparsa di un cadavere sulla spiaggia.

## Produzione
Nel 2019 è stato annunciato che Jenna Lamia avrebbe curato un adattamento del romanzo di Elin Hilderbrand per il piccolo schermo. Nel marzo 2023 Nicole Kidman, Liev Schreiber, Dakota Fanning, Eve Hewson e Billy Howle si sono uniti al cast.
Le riprese si sono svolte nella primavera del 2023 in Massachusetts, coinvolgendo località quali Chatham, Harwich, Cape Cod e Nantucket.

## Promozione
Il primo trailer della serie è stato diffuso l'11 luglio 2024.

## Distribuzione
L'intera miniserie è stata distribuita su Netflix il 5 settembre 2024.
Per la sigla è stato scelto il brano Criminals di Meghan Trainor.